# 堀内まり菜
堀内 まり菜（ほりうち まりな、1998年4月29日 - ）は、日本の女優、声優、アイドル、モデル。東京都出身。Apollo Bay（アミューズ系列）所属。さくら学院の元メンバー。

## 略歴
2007年
「ちゃおガール2007オーディション」で入賞（スマイル賞）。2009年春、アミューズによる食育と農業をテーマに発足した「ららら農業プロジェクト」の一環としてユニット、ミニパティを飯田來麗、杉﨑寧々と共に結成。
2010年
4月より、アイドルユニットさくら学院のメンバーとしての活動を開始。同年12月、さくら学院のメンバーとしてシングル「夢に向かって / Hello ! IVY」でメジャーデビュー。派生ユニット「バトン部 Twinklestars」、「帰宅部 sleepiece」、「テニス部 Pastel Wind」、「科学部 科学究明機構ロヂカ?」のメンバーとしても活動。
2012年
5月、さくら学院生徒会副会長に就任。2013年5月5日に開催された『さくら学院 2013年度 〜転入式〜』にてさくら学院の3代目生徒会長に任命される。2014年3月30日に渋谷公会堂で行われた卒業公演「The Road to Graduation Final 〜さくら学院 2013年度 卒業〜」内の卒業セレモニーでは、卒業生を代表して答辞を読み、「私たちもそれぞれの夢に向かって頑張ります。いつか恩返しできる日が来ますように」と述べた。
2014年
4月よりタカラトミーのリカちゃんが結成したアイドルユニット「HGS」に「香山リカ」の歌唱担当、及び先輩という設定で参加。
また、同月開始のアニメ『くつだる。』（NHK Eテレ）のメインキャストである「猫田カオル」の声優を担当。同アニメの声優を担当する4名（堀内まり菜、金井美樹、佐藤日向、島ゆいか）でユニット「マボロシ☆ラ部」を結成し、同年11月19日に主題歌と挿入歌を収録したシングル『Merry Go World』を発売。
2016年
1月に開催された、舞台『カードファイト!! ヴァンガード〜バーチャル・ステージ〜』に飛田マイ役として出演。また、同年8月から9月にかけて開催された、舞台『秋桜学園合唱部』には櫻井明日香役として出演した。
2018年
5月13日に開催された、ライブレボルト2ndライブ『LiveRevolt RE:VOLT』に時音ひなた役の追加キャストとして登場。同年12月に行われる同グループの東名阪ツアーへ出演。
10月よりテレビ東京系列「きんだーてれび」にて曜日別エンディングテーマの歌唱を担当。同番組金曜コーナー「きん☆モニ」にレギュラー出演中。
同月、声優アーティストを目指す「ボイたまプロジェクト」の結成メンバー8名のうちの一人に選ばれ、2019年よりネット配信番組などでの活動を開始した。
2019年
9月より音楽バトルプロジェクト「IDOL舞SHOW」にてNO PRINCESS・明瀬亜美役を担当。同年10月に行われたライブイベントへ初出演。2020年1月にはNO PRINCESSとして1st SINGLE CDを発売し、同リリースイベントにも出演。
12月、武蔵野芸能劇場小劇場で開催された舞台「地図から消されたウサギ島」に出演。
2020年
4月1日、堀内を含む「ボイたまプロジェクト」メンバー6名全員がアミューズから傘下のライブ・ビューイング・ジャパンが運営するApollo Bayに移籍。
4月29日、22歳の誕生日を迎えると同時にYouTubeチャンネルを開設。オリジナル楽曲「ナノ・ハナ」を公開し、音楽活動を開始する。
7月、シアターサンモールにて開催された舞台「殺し屋にくびったけ」に二宮役として出演。
10月2日、Lantisレーベルよりアーティストデビューが決定、2021年3月10日にはデビューアルバム「ナノ・ストーリー」の発売が発表された。
2021年
1月には舞台「勇者セイヤンの物語〜ノストラダム男の大予言〜」へ出演した。
また、同月より礒部花凜・熊田茜音・吉武千颯と共にコーラスユニット「ヒーラーガールズ」を結成。同年3月にはデビューミニアルバムを発売。同年4月、オンライン開催した1stライブにてカバーミニアルバム第2弾のリリース及び4人がメインキャストを担当する完全新作オリジナルTVアニメ「ヒーラー・ガール」の制作決定が発表された。
6月19日、自身が新型コロナウイルスに感染した事が自身が所属する事務所のホームページで公表された。6月28日に新型コロナウイルスから回復し、29日から活動再開。
9月、自身主催によるゲストを招いたオンラインイベントを初開催、同年11月5日には第二弾を開催した。
10月からBS11にて放送が開始された新番組「アプリ学院！」にて自身初となる番組ナレーションを担当。
2022年
2月、初の有観客ワンマンライブ「堀内まり菜 1st LIVE ナノ・ストーリー 〜第一章〜」を開催。また、同年3月には朗読イベントへ出演。
5月、初の舞台化が決定した「ヲタクに恋は難しい」に、桃瀬成海役として主演を務める。
7月、同月より放送が開始された「はたらく魔王さま!!」のエンディングテーマを担当。
8月、同年10月8日に開催されるラストライブをもってヒーラーガールズとしての活動を終了することが発表された。
9月、ラブライブ！シリーズ初となる完全オリジナル新作ミュージカル作品「スクールアイドルミュージカル」に椿ルリカ役として出演することが発表。同年12月に東京、翌23年1月には大阪で公演された。
2023年
4月、新アーティスト写真公開。同月放送開始のTVアニメ「アリス・ギア・アイギス Expansion」のEDテーマ「Just a little bit」の歌唱及びTokyofmで放送される「ANISON EXPO」の4月を担当。同月30日にはバースデーイベントを開催。
5月、2ndシングル「Just a little bit」をリリース。TVアニメ「宇宙よりも遠い場所」が舞台化、玉木マリ役での出演が発表。また同月にはnano.RIPE LIVE 2023「たいようのいし」にゲスト出演。
7月、テレビ埼玉「ドレスキーとコレスキー」の新アシスタントに就任。「Just a little bit」がテレ玉高校野球中継テーマソングに採用される。同月開催の「麗和落語～二〇二三夏の陣～東京公演」では自身初の落語に挑戦した。
8月、ツアーバージョンでの追加公演となったラブライブ！シリーズの舞台作品「スクールアイドルミュージカル」へ出演。同月末、さいたまスーパーアリーナで開催される「Animelo Summer Live (アニサマ)2023 -AXEL-」の「アニサマAXELステージ」に出演。
10月、舞台「フルーツバスケット 2nd season」への出演、及び2nd LIVEを開催。
12月、バーチャルライブアリーナプロジェクト第1弾「塩対応の佐藤さんが俺にだけ甘い＠comic」のVRコンテンツ「しおあま Virtual LIVE 桜華祭編」とのコラボ楽曲「ハナビラペダル」が配信リリース。同月、東京ドームで開催された「異次元フェス アイドルマスター★♥ラブライブ！歌合戦」にはスクールアイドルミュージカルとして出演。新メディアミックスプロジェクト「StarryMonogatari」への出演、及び同月をもって「ドレスキーとコレスキー」のアシスタントを卒業した。
2024年
1月、2024年公演『スクールアイドルミュージカル』に出演。その他、各種イベントにも出演した。
3月、Steam向け新作ダンジョンRPG『ウィッチ・アンド・リリィズ』の主題歌、及び7月から放送開始のTVアニメ『魔導具師ダリヤはうつむかない』のエンディングテーマを担当することが発表された。
6月、梅田芸術劇場メインホールにて開催された「ちゃやまち推しフェスティバル2024　推し作品を見つけよう！バンダイナムコフィルムワークスステージ！」へ出演。同イベント内にて『スクールアイドルミュージカル』の2025年公演の上演が発表された。また同年8月開催の「TOKYO IDOL FESTIVAL 2024」に出演、10月上演の舞台「フルーツバスケット The Final」にも出演した。
2025年
2月、2025年公演『スクールアイドルミュージカル』東京公演、また4月には大阪公演にも出演。その他、各種舞台への出演も予定されている。

## 人物
小学3年生の時、ちゃお連載の『きらりん☆レボリューション』とその主人公・月島きらりが好きだったため、友人と一緒に同雑誌のオーディションを受けたことが芸能界デビューのきっかけとなった。
小さい頃からディズニー作品、『プリキュア』などのアニメを観ていた。
中学生の時に『魔法少女まどか☆マギカ』と主人公・鹿目まどかに強く惹かれ、職業としての声優を意識するようになる。
中学生になり、進路を考えなくてはいけない時期が来ていた。中学2年生の時に『You have a dream』で水樹奈々を知り「このきらめきって何なんだ！」と衝撃を受けていた。当時はアイドル活動をしており、アイドル自体が好きで色々な人物を観ていたが、堀内の中では「この輝きはすごいぞ」と水樹が一番輝いて見えていた。その後は水樹に熱中して、水樹のアニメの世界観を表現する歌に惹かれ、「声優・アニソンアーティストとして歌いたい」と思い、声優を目指した。
漫画及びアニメ好きであり、声優アーティストを目標としている。水樹奈々を敬愛しており、「自分の中で水樹さんは神。」としている。一番好きな水樹の楽曲は「残光のガイア」。
趣味はアニメ・ミュージカル鑑賞、イラストを描くこと、弾き語り、ギター、チーズナン巡り、モノレールに乗ることで、モノレールに関しては特に東京モノレールが好みで、好きな駅は昭和島駅と天王洲アイル駅。特技は歌、ダンス、ブラインドタッチ、短距離走。好きな食べ物は梅干し、マドレーヌ、マシュマロトースト。
さくら学院の先輩である武藤彩未は「まり菜ちゃんは本当に周りに気を遣うタイプで、何でも心に抱え込んじゃうタイプ。(中略) あの独特な動きからは想像もつかないでしょ？」と述べている。なお武藤とは誕生日が同日である。
2021年3月に、自身のツイッターアカウントにて大学を卒業したことを報告した。

## ディスコグラフィ

### その他
- HGS
  - 『ミニヨン☆パピヨン』（2014年4月16日、配信限定）
  - 『ONE CHECK SWEETNESS』（2014年7月16日、配信限定）
  - 『ミニヨン☆パピヨン/ONE CHECK SWEETNESS』（2014年8月2日、CDシングル）
- マボロシ☆ラ部
  - 『Merry Go World』（2014年11月19日、CDシングル）
- ゆいま〜る ふぁみり
  - 『ヤッホー！ねこざかな』（2018年10月31日、配信限定）
  - 『アロハッピー』（2018年10月31日、配信限定）
  - 『ねこざかな☆エクササイズ』（2018年10月31日、配信限定）
  - 『コロムビアキッズ　ゆめいっぱい！ハッピーいっぱい！ こどものうた』（2019年6月5日、アルバムCD、きんだーてれびテレビオリジナル音源収録）
  - 『ザ・ベスト　キャラクターソング（コロムビア創立110周年記念）』（2019年11月27日、アルバムCD、オリジナル音源収録）
- 金子みすゞ子どもうたプロジェクト
  - 『子供の時計』（作詞/金子みすゞ　作曲・編曲/岩崎貴文）（2019年8月7日、配信限定）
  - 『星とたんぽぽ』（作詞/金子みすゞ　作曲/中川ひろたか　編曲/籠島裕昌）（2019年12月25日、配信限定）
  - 『コロムビアキッズ　キラキラSmile☆ えがおあふれるこどものうた♪』（2020年1月22日、アルバムCD、「子供の時計」オリジナル音源収録）
  - 『私と小鳥と鈴と』（作詞/金子みすゞ　作曲・編曲/黒須克彦）（2020年3月18日、配信限定）
  - 『コロムビアキッズ　うたって！あそんで！おぼえる 九九・英語・県庁所在地(暗記赤シートつき)』（2020年6月3日、アルバムCD、「私と小鳥と鈴と」収録）
  - 『コロムビアキッズ　令和もどっかーんっ！ミラクルパワー☆こどものうた』（2020年11月18日、アルバムCD、「子供の時計」収録）
- きんだーてれび
  - 『コロムビアキッズ　2021 うんどう会(2)　えがおのまほう』（2021年4月7日、アルバムCD、「みらくる☆エブリデー」収録）
  - 『コロムビアキッズ　ドキドキ☆とびだすびっくりばこ！こどものうた』（2022年1月19日、アルバムCD、「チェック チェック たいそう」「みらくる☆エブリデー」収録）
  - 『コロムビアキッズ　エブリバディ まいにちキッズソングス』（2022年4月20日、アルバムCD、「みらくる☆エブリデー」「チェックチェックたいそう」収録）
  - 『コロムビアキッズ　みんなでうたおう！ベストヒットキッズソング』（2022年7月20日、アルバムCD、「みらくる☆エブリデー」収録）
  - 『コロムビアキッズ　ベスト！　キッズヒットソングスペシャル 〜ワクワク〜』（2022年9月9日、配信限定、「みらくる☆エブリデー」収録）
  - 『コロムビアキッズ　ミュージックキングダム♪みんなでうたおう！こどものうた』（2023年7月5日、アルバムCD、「みらくる☆エブリデー」収録）
- オリジナル楽曲
  - 『ナノ・ハナ』（2020年4月29日、YouTubeチャンネル、DEMOver.公開）
  - 『ヴァイオリン幻想曲』（2020年5月29日、YouTubeチャンネル、DEMOver.公開）
  - 『ねぇ星よ』（2020年6月26日、YouTubeチャンネル、DEMOver.公開）
  - 『空っぽの私』（2020年7月24日、YouTubeチャンネル、DEMOver.公開）
  - 『優しい人』（2020年8月20日、YouTubeチャンネル、DEMOver.公開）
  - 『ココロインク』（2020年9月24日、YouTubeチャンネル、DEMOver.公開）
  - 『Welcome to Nanoland』（2020年10月26日、YouTubeチャンネル、DEMOver.公開）
  - 『ナノ・ストーリー』（2021年3月10日、デビューアルバム）
  - 『さくら色のメロディー』（2021年11月26日、配信限定リリース）
  - 『水鏡の世界』（2022年7月27日、1stシングル、TVアニメ「はたらく魔王さま！！」エンディングテーマ）
  - 『私たちだけの森』（2022年7月27日、1stシングル収録曲）
  - 『Just a little bit』（2023年5月31日、2ndシングル、TVアニメ「アリス・ギア・アイギス Expansion」エンディングテーマ）
  - 『Universe』（2023年5月31日、2ndシングル収録曲）
  - 『フローラ』（2023年5月31日、2ndシングル収録曲）
  - 『Glitter』（2024年7月31日、TVアニメ「魔導具師ダリヤはうつむかない」エンディングテーマ）
- ボイたまプロジェクト「せいゆうろうどくかい図書館」
  - 『去年の木』（2020年4月29日、SoundCloud公開）
- ヒーラーガールズ
  - 『Voices vol.1 ～アニソンコーラスカバーアルバム～』（2021年3月26日、デビューミニアルバム）
  - 『Voices vol.2 ～アニソンコーラスカバーアルバム～』（2021年7月30日、セカンドミニアルバム）
  - 『TV アニメ「ヒーラー・ガール」劇中歌 アルバム「Singin’ in a Tender Tone」』（2022年6月22日）
- IDOL舞SHOW
  - 『NO PRINCESS 1stSINGLE「Truth or Dare」』（2020年1月8日、シングルCD）　
  - 『NO PRINCESS 2ndSINGLE「MUST BE GOING!」』（2020年10月7日、シングルCD）
  - 『YEAH SAY YEAHHH!/無限日本列島LOVE/パステルグレイ』（2022年6月22日、シングルCD）
  - 『IDOL舞SHOW COMPLETE BEST』（2022年11月23日、ベストアルバムCD）
- リカちゃん公式Youtubeチャンネル
  - 『にじキュンカールリカちゃん』（2022年4月29日）
- スクールアイドルミュージカル
  - 『テーマソング「未完成ドリーム！」』（2022年12月10日）
  - 『CDアルバム「スクールアイドルミュージカル」』（2023年5月10日）
  - 『CDアルバム「タイトル未定」』（2024年8月21日）
- 塩対応の佐藤さんが俺にだけ甘い＠comic」VRコンテンツ「しおあま Virtual LIVE 桜華祭編」コラボ楽曲
  - 『ハナビラペダル』（2023年12月6日、配信リリース）
- Steam向け新作ダンジョンRPG「ウィッチ・アンド・リリィズ」主題歌
  - 『Dog-ear』（2024年4月3日、先行配信リリース）

## 出演
太字はメインキャラクター。

### テレビドラマ
- 十津川刑事の肖像 人捜しゲーム（2009年5月、フジテレビ）
- 釣り刑事4（2013年9月、TBS） - 長谷川唯

### バラエティ
- GLAY 20th Anniversary SPECIAL -MUSIC LIFE-（2014年11月29日、MTVジャパン） - MC[45]

### テレビアニメ
- くつだる。（2014年 - 2015年、猫田カオル[17]）
- ソマリと森の神様（2020年、第7話、おもてなしの魔女）
- きんだーてれび「あわじしまの七福神」（2020年、ミコ）
- iiiあいすくりん（2021年 - 2022年、フランシスコ・ミントン15世[46][47]） - 2シリーズ
- ヒーラー・ガール（2022年、五城玲美[48]）
- ミギとダリ（2023年、第13話、女子生徒B）
- ささやくように恋を唄う（2024年、第7話、アナウンス）
- 魔導具師ダリヤはうつむかない（2024年、第4話、店員A）

### 劇場アニメ
- 劇場版IDOL舞SHOW（2022年、明瀬亜美[49]）

### ドラマCD
- IDOL舞SHOW エピソードZERO（2020年、明瀬亜美[50]）

### テレビ
- サンリオキャラクターズ ポンポンジャンプ!（2017年7月9日 - 2020年3月29日、BSフジ） - 声の出演（アンタレス役）
- サンリオキャラクターズ ポンポンジャンプ!うたのコーナー「ハートふわり」（BSフジ） - 歌唱担当
- きんだーてれび 「ヤッホー！ねこざかな」ゆいま～るふぁみり（堀内まり菜）（2018年10月 - 、テレビ東京系列） - 月曜エンディングテーマ歌唱担当
- きんだーてれび 「アロハッピー」ゆいま～るふぁみり（堀内まり菜・具志堅用高）（2018年10月 - 、テレビ東京系列） - 水曜エンディングテーマ歌唱担当
- きんだーてれび 金曜コーナー「きん☆モニ」（2018年10月5日 - 2022年4月1日、テレビ東京系列） - レギュラー出演
- Anison Days（2020年9月 - 2022年3月、BS11） - 準レギュラー出演、コーラス担当、コラボ企画
- アプリ学院！（2021年10月 - 2022年7月、BS11） - 番組ナレーション担当
- Anison Days（2022年4月29日、BS11） - ヒーラーガールズとしてコーラス及びスタジオトーク出演
- アニゲー☆イレブン!（2022年7月1日、BS11） - ゲスト出演
- Anison Days（2022年9月2日、BS11） - ソロアーティストとしてゲスト出演
- Anison Days（2023年4月14日、BS11） - ソロ出演、アニソンカバーライブ&未公開トーク
- アニメノウタ（2023年4月21日、TOKYO MX） - 「Welcome to Nanoland」披露
- アニメノウタ（2023年4月28日、TOKYO MX）
- Anison Days（2023年6月16日、BS11） - ゲスト出演
- ドレスキーとコレスキー（2023年7月 - 2023年12月、テレビ埼玉） - 番組アシスタント担当
- ドレスキーとコレスキー（2024年8月10日、テレビ埼玉） - ゲスト出演
- ドレスキーとコレスキー（2024年8月17日、テレビ埼玉） - ゲスト出演

### ラジオ
- IDOL舞SHOW〜天下旗争奪ラジオ〜（2019年 - 2020年）
- 堀内まり菜の菜（2021年4月7日 - 2023年6月28日、FM NACK5『FAV FOUR』内コーナー）

### 映画
- 映画 ひみつのアッコちゃん（2012年9月1日、松竹） - モコ 役

### 舞台
- ネオロマンスステージ「金色のコルダ ステラ・ミュージカル」 - 妖精リリ
  - 春公演（2010年3月19日 - 24日、天王洲銀河劇場）
  - 夏公演（2010年7月16日 - 25日、ル テアトル銀座 / 2010年7月31日 - 8月2日、新神戸オリエンタル劇場）
- カードファイト!! ヴァンガード〜バーチャル・ステージ〜（2016年1月5日 - 11日、AiiA 2.5 Theater Tokyo） - 飛田マイ 役[51]
- 秋桜学園合唱部（2016年8月25日 - 9月5日、赤坂RED THEATER） - 櫻井明日香（日替わりゲスト[52]）
- Thavman「地図から消されたウサギ島」（2019年12月19日 - 23日、武蔵野芸能劇場 小劇場） - ハナ
- Thavman「殺し屋にくびったけ」（2020年7月8日 - 12日、シアターサンモール） - 二宮
- Thavman　朗読劇「グーとパーでチョキを出す」（2020年12月18日 - 19日、オルタナティブシアター） - ナオコ
- Otona Project 第三十弾　演劇ユニット　爆走おとな小学生　第十四回全校集会「勇者セイヤンの物語〜ノストラダム男の大予言〜」東京公演（2021年1月20日 - 24日、オルタナティブシアター） - ディプラニディア
- Faber&Ludens Tour 2021 SENSE「五感」　- 第ｎ番目の青人（触角）※無観客収録
- パフォーマンスユニットTWT「突撃！第九八独立普通科連隊」（2021年7月14日 - 18日、すみだパークシアター倉） - 鱈場鯛子（Wキャスト）
- ±0第三回本公演「遠い遠い国のどこかで」（2021年10月13日 - 17日、シアター711） - かよこ
- クリエイティブユニット　ソフトボイルド「和道ノ阿修羅」（2021年12月10日 - 12日、京都劇場） - 橋倉未里杏
- 演劇ユニット　メイホリック「マジでトキメけ　少女たち!! 〜全国高校生エネルギッシュ選手権大会〜」（2022年2月18日、CBGKシブゲキ!!） - アマゾネス（日替りゲスト）
- 舞台「ヲタクに恋は難しい」（2022年5月11日 - 15日、シアターサンモール） - 桃瀬成海
- 演劇ユニット　メイホリック　朗読劇『叶え屋「ソルシレーヴ」〜メリーバッドエンド〜』再演（2022年8月9日 - 14日、BOX in BOX THEATER） - エミリア
- 音楽×朗読 音劇Project 第一弾「コンビニエンスマンBB 〜 ぼくら日和 〜」（2022年9月22日 - 10月2日、アトリエファンファーレ東池袋） - カドクラアヤ
- スクールアイドルミュージカル - 椿ルリカ
  - 東京公演（2022年12月10日 - 15日、新国立劇場）
  - 大阪公演（2023年1月25日 - 29日、梅田芸術劇場）
  - 東京追加公演（2023年8月3日 - 6日、日本青年館ホール）
  - 2024年公演（2024年1月11日 - 19日、THEATER MILANO-Za）
  - 文化祭＆後夜祭スペシャル公演（2024年1月20日 - 21日、THEATER MILANO-Za）
  - 2025年東京公演（2025年2月9日 - 19日、日本青年館ホール））
  - 2025年大阪公演（2025年4月4日 - 6日、新歌舞伎座）
- 宇宙よりも遠い場所（2023年5月17日 - 21日、渋谷区文化総合センター大和田・伝承ホール） - 玉木マリ
- 朗読劇 リーディングドラマ「ロミオとジュリエット」（2023年8月12日、あうるすぽっと）※体調不良により降板[53]
- 舞台「フルーツバスケット 2nd season」（2023年10月6日 - 15日、大手町三井ホール） - 倉伎真知
- アニマックス朗読劇「坂道のアポロン」（2024年3月5日 - 10日、草月ホール）※出演は6日、9日のみ
- 朗読劇「Listen/Library Ⅱ」（2024年3月21日 - 24日、）※出演は22日、24日のみ
- 舞台『素敵なカミングアウト』（2024年9月13日 - 23日、浅草花劇場） - 城ケ崎舞子（Team STAR）[54]
- 舞台『フルーツバスケット The Final』（2024年10月18日 - 27日、ヒューリックホール東京） - 倉伎真知
- 舞台『殺し屋にくびったけ』（2025年3月26日、六行会ホール）※日替わりゲスト出演
- ボンバーズ・バス Presents ネオ・リーディングシアターvol.4「トラフィックジャム！」（2025年4月23日 - 24日、LOFT HEAVEN）
- EXE.ROCK Entertainment 本公演vol.3『誰かの為の、其れまでと、此れから』（2025年5月14日 - 18日、中野ザポケット） - 桑原店長
- 月の終わりと始まりはシアター#15「はしにも、ぼうにも」（2025年6月6日 - 9日、千歳船橋APOCシアター）
- 舞台「#MIANEYO〜FINAL〜」（2025年7月9日 - 13日、あうるすぽっと）
- 演劇ユニット　メイホリック「メイホリック」×「Kawaii Party！」ライブ×リーディング『KAWAII偶像パラドキシカル』（2025年7月30日 - 8月3日、CBGKシブゲキ!!） - ぺぬぺぬ
- ミュージカル「星の導く夜に」（2025年9月27日 - 10月5日〈予定〉、シアターH） - サント／チカ（Wキャスト）[55]

### CM
- パイロットインキ つくっちゃおシュシュルン（2010年4月）
- イオン銀行（2022年5月）
- 「きんだーびでお」（2021年〜）ナレーション

#### 商品販促PV
- ソニー・コンピュータエンタテインメント PlayStation Vita TV イントロダクションムービー『Hello! PlayStationVita TV』（2013年11月1日）

### ミュージック・ビデオ
- GLAY 「疾走れ!ミライ」（2014年10月） - Short Shorts Film Festival & Asia 2015 AWARDミュージックショート部門シネマチックアワード特別賞受賞作品

### ライブ
- TOKYO IDOL FESTIVAL 2014（2014年8月3日、お台場・新大陸 Great Summer スタジアム） - さくら学院のステージに卒業生としてサプライズ出演[56]。
- Lantis & Purple One Star New Generation LIVE 2020（2020年11月26日、Mix Boxによるリモートライブ）
- 日清食品 POWER STATION[REBOOT] presents virtual anisong power JAM!!! Produce By Lantis（2021年3月13日、オンラインライブイベント）※ソロ及びヒーラーガールズとして出演
- ヒーラーガールズ　1st LIVE 『Voices』＠harevutai（2021年4月30日）※無観客による有料生配信
- Animelo Summer Live 2021 -COLORS-＠さいたまスーパーアリーナ（2021年8月29日）※森口博子のバックコーラスとしてシークレット出演
- ヒーラーガールズ　2nd LIVE 『Feel You,Heal You』＠浜離宮朝日ホール（2021年12月5日）
- 堀内まり菜 1st LIVE ナノ・ストーリー 〜第一章〜＠Mt.RAINIER HALL SHIBUYA PLEASURE PLEASURE（2022年2月20日）
- ヒーラーガールズ　ラストライブ ＠青山RizM（2022年10月8日）
- 捲土重来！IDOL舞SHOW 2nd LIVE〜復古の大号令！！ ＠山野ホール（2022年10月23日）
- nano.RIPE LIVE 2023「たいようのいし」 ＠ESPミュージカルアカデミー12号館B2ホール（2023年5月20日）※ゲスト出演
- Animelo Summer Live 2023 -AXEL-＠さいたまスーパーアリーナ（2023年8月26日）※「アニサマAXELステージ」に出演
- 堀内まり菜 2nd LIVE「COSMOS」＠全電通ホール（2023年10月29日）※昼夜2部制
- 異次元フェス アイドルマスター★♥ラブライブ！歌合戦＠東京ドーム（2023年12月9日 - 10日）※スクールアイドルミュージカルとしてゲスト出演
- 堺 East Fes 2024『アニソンテンペスト！』＠フェニーチェ堺 大ホール（2024年1月28日）
- TOKYO IDOL FESTIVAL 2024（2024年8月2日 - 4日、お台場・青海周辺エリア）※出演は8/2のみ
- Apollo Bay・5周年ライブ＠松戸森のホール21（2025年11月24日）

### WEB番組
- 『STOLABO TOKYOゴロ寝系トーク番組 スピカの夜 #6』（2014年10月16日）※ゲスト出演
- 『LoGiRL さくら学院の放課後!〜学んdeマンデー!〜』（2016年10月31日）※サプライズ出演[57]
- 『STOLABO TOKYO ボイたまプロジェクト「ボイトレっ！Lesson.1」LINE LIVE』（2019年2月5日）
- 『STOLABO TOKYO ボイたまプロジェクト「ボイトレっ！Lesson.3」LINE LIVE』（2019年3月18日）
- 『STOLABO TOKYO ボイたまプロジェクト「ボイトレっ！Lesson.5」LINE LIVE』（2019年8月21日）
- 『「れな＊show ～れなでしょう～Vol.3」SHOWROOM』（2020年2月21日）※ゲスト出演
- 『ファーベルとルーデンス「舞台『五感』に関する大切なお知らせ」YOUTUBE LIVE』（2020年4月5日）※生出演
- 『ファーベルとルーデンス「五感だﾖ！全員集合」YOUTUBE LIVE』（2020年6月13日）※リモート配信
- 『舞台「殺し屋にくびったけ」zoom座談会第三弾　YOUTUBE』（2020年6月15日）※24時間限定配信
- 「Anison Days × L」（2020年9月 - 、YouTube）
- 『STOLABO TOKYO ボイたまプロジェクト「ボイトレっ！」Lesson.7 Youtube Live』（2020年9月10日）※生配信
- 『STOLABO TOKYO ボイたまプロジェクト「ボイトレっ！」Lesson.9 Youtube Live』（2020年11月17日）※生配信
- 『STOLABO TOKYO ボイたまプロジェクト「ボイトレっ！」Lesson.10 Youtube Live』（2020年12月15日）※生配信
- 『「ナノ・ハナ」先行配信記念生放送 Youtube Live』（2021年1月7日）※生配信
- 『「空っぽの私」先行配信記念インスタライブ 』（2021年2月12日）※生配信
- 『「Lantis Info Station」第8回生配信 』（2021年2月16日）※コメント出演
- 『樋口楓のTHE CATCH』（2021年2月19日）※代打パーソナリティとして出演
- 『さくら学院の顔笑れ!! FRESH！マンデー』（2021年3月15日）※ゲスト出演
- 『くるみらTV　YouTube大喜利』（2021年4月20日）※ゲスト出演
- 『STOLABO TOKYO ボイたまプロジェクト「ボイトレっ！」Lesson.13 Youtube Live』（2021年7月19日）※生配信
- 『STOLABO TOKYO ボイたまプロジェクト「ボイトレっ！」Lesson.15 Youtube Live』（2021年9月16日）※生配信
- 『STOLABO TOKYO ボイたまプロジェクト「ボイトレっ！」Lesson.18 Youtube Live』（2021年12月15日）※生配信
- 『Apollo Bay YouTubeチャンネル Youtube Live』（2022年2月22日）※生配信
- 『TVアニメ「ヒーラー・ガール」キャスト生特番　Healing Program Vol.1　ニコニコ生放送』（2022年4月4日）
- 『TVアニメ「ヒーラー・ガール」キャスト生特番　Healing Program Vol.2　ニコニコ生放送』（2022年5月9日）
- 『TVアニメ「ヒーラー・ガール」キャスト生特番　Healing Program Vol.3　ニコニコ生放送』（2022年5月29日）
- 『TVアニメ「ヒーラー・ガール」キャスト生特番　Healing Program Vol.4　ニコニコ生放送』（2022年6月26日）
- 『スクールアイドルミュージカル上演直前特番「～いま、スクールアイドルをはじめよう!!～」』（2022年12月2日）
- 『スクールアイドルミュージカル大阪公演直前生放送』（2023年1月17日）
- 『nano.RIPE YouTube Channel 月のこしかけスペシャル生配信』（2023年2月11日）※ゲスト出演
- 『「スクールアイドルミュージカル」アルバム発売記念ありがとう生配信』（2023年6月2日）
- 『テレ朝動画　LoGiRL 武藤彩未×清野茂樹 放課後ナイト』（2023年9月5日）※ゲスト出演
- 『ラブライブ！シリーズ『スクールアイドルミュージカル』生放送～最新情報発表会～』（2023年9月23日）
- 『テレ朝動画　LoGiRL 武藤彩未×清野茂樹 放課後ナイト』（2023年9月22日）※ゲスト出演
- 『Apollo Bay YouTubeチャンネル 視聴者参加型ゲーム配信「マリオカート8 デラックス」』（2023年11月7日）※生配信
- 『Apollo Bay 公式YouTubeチャンネル 「熊田茜音の熊田村　第14回生配信」』（2024年2月1日）※ゲスト出演
- 『ゲーム「ウィッチ・アンド・リリィズ」Anime Japan 2024直前特番』（2024年3月13日）※MC担当
- 『公式Youtubeチャンネル　バースデー生配信』（2024年4月29日）
- 『テレ朝動画　LoGiRL WAGEI #152』（2024年11月21日）※ゲスト出演
- 『テレ朝動画　LoGiRL WAGEI #153』（2024年11月28日）※ゲスト出演
- 『テレ朝動画　LoGiRL WAGEI #154』（2024年12月5日）※ゲスト出演
- 『テレ朝動画　LoGiRL WAGEI #155』（2024年12月12日）※ゲスト出演
- 『テレ朝動画　LoGiRL WAGEI #156』（2024年12月19日）※ゲスト出演
- 『テレ朝動画　LoGiRL WAGEI #157』（2024年12月26日）※ゲスト出演
- 『Apollo Bay Cruiser 公式YouTubeチャンネル スタジオABC　番外編』（2025年3月4日）※生配信
- 『浅井七海の一緒にもぐもぐしませんか？#5　ニコニコチャンネル+』（2025年3月21日）※ゲスト出演
- 『Apollo Bay Cruiser 公式YouTubeチャンネル スタジオABC　番外編#2』（2025年4月10日）※生配信

### WEBメディア
- 『HUSTLE PRESS』（2019年10月30日）※インタビュー記事
- 『アキバ総研　【特集】ボイたまプロジェクト朗読劇vol.2 「white Swan＋」開催記念連載！ 第5回「堀内まり菜」インタビュー！』（2019年10月30日）
- 『アキバ総研　【特集】新人声優5人の魅力と演技力が爆発！ 熊田茜音、堀内まり菜ら「声優のたまご」が挑戦したボイたまプロジェクト朗読劇vol.2 「white Swan＋」レポート！』（2019年11月25日）
- 『OKMusic　舞台「地図から消されたウサギ島」堀内まり菜・近藤里奈が意気込み語る』（2019年12月3日）
- 『OKMusic　多田愛佳・堀内まり菜　舞台「殺し屋にくびったけ」見所と意気込みを語る』（2020年6月30日）
- 『音楽ナタリー　堀内まり菜「ナノ・ハナ」MVフルサイズ公開、デビューアルバムのジャケットも』（2021年1月7日）
- 『音楽ナタリー　礒部花凜、熊田茜音、堀内まり菜、吉武千颯がアニソンカバーアルバムでデビュー』（2021年1月8日）
- 『リスアニ！WEB　堀内まり菜、初のオリジナル楽曲「ナノ・ハナ」「空っぽの私」を先行配信！待望の1stアルバムへ向けた想いを語る』（2021年2月3日）
- 『音楽ナタリー　堀内まり菜「さくら色のメロディー」インタビュー｜枯れないさくらの木、消えない絆』（2021年12月7日）
- 『音楽ナタリー　堀内まり菜、さくら学院カバーも披露した1stワンマンでファンと対面「皆さんの存在が私にとっての希望」』（2022年2月21日）
- 『れポたま！　アニソンアーティストとしての第一歩！ 1stシングル「水鏡の世界」をリリースする堀内まり菜 インタビュー』（2022年7月27日）
- 『エンタメNEXT　元さくら学院・堀内まり菜が振り返る声優アーティストへの道「いかに恵まれた状況であったかを痛感」』（2022年7月27日）※前編
- 『エンタメNEXT　元さくら学院・堀内まり菜が抱えた悩み「私はもう子供じゃないけど、それではダメなのかな？」』（2022年7月27日）※後編
- 『リスアニ！WEB　【スペシャル対談】“あの子”にファンへの想いを乗せて――堀内まり菜×nano.RIPE「水鏡の世界」リリース！　nano.RIPEから見た彼女の姿、お互いの印象とは？』（2022年7月29日）
- 『声優グランプリ　1stシングルで初のアニメタイアップに挑戦！カップリングにはファンへの思いを込めて――。堀内まり菜さんインタビュー【声グラ限定】』（2022年8月4日）
- 『超！アニメディア　堀内まり菜、『はたらく魔王さま！！』ED曲「水鏡の世界」への想いとは――「未来にある希望を感じて、勇気をもらえました」』（2022年8月18日）
- 『NewsCrunch　ラブライブ！シリーズ初のミュージカル！ 完全オリジナルの新作に挑戦する3人に迫る』（2022年12月3日）
- 『推しごと　「スクールアイドルミュージカル」に出演する、堀内まり菜（椿ルリカ役）にインタビュー』（2022年12月8日）
- 『蜜柑通信　「スクールアイドルミュージカル」出演！堀内まり菜＆浅井七海は実は知り合い？二人の出会い・注目ポイントまでインタビュー』（2022年12月8日）
- 『日経エンタテインメント!　『スクールアイドルミュージカル』堀内まり菜＆関根優那【前編】』（2023年1月23日）
- 『日経エンタテインメント!　堀内まり菜＆関根優那　ラブライブ！シリーズ初のミュージカルへ』（2023年1月24日）
- 『れポたま！「私の歌声で、みんなの背中を押してあげたい」2ndシングル「Just a little bit」をリリースする堀内まり菜 インタビュー』（2023年5月31日）
- 『声優グランプリ　声優図鑑　堀内まり菜「前向きな気持ちを発信したい。幼少期に憧れたアニメの主人公のように」【声優図鑑 by 声優グランプリ】』（2023年6月2日）
- 『れポたま！　ファンの前で新曲を初披露！ テレビアニメ『アリス・ギア・アイギス Expansion』EDテーマ「Just a little bit」堀内まり菜 ミニライブ＆ジャケットサイン会』（2023年6月20日）
- 『SPICE　開幕直前の「スクールアイドルミュージカル」より稽古場オフィシャルレポートが公開　堀内まり菜、浅井七海らキャストからのメッセージも』（2023年7月25日）
- 『SPICE　パワーアップした、エネルギッシュな舞台「スクールアイドルミュージカル」が開幕　ペンライトでの応援も可能』（2023年8月3日）
- 『れポたま！　歌いながら駆け回る、想像力と創造力に満ち溢れたステージ 「堀内まり菜 2nd LIVE COSMOS」（昼公演）レポート』（2023年11月7日）
- 『れポたま！　堀内まり菜がファンに向けて笑顔でパフォーマンス！ 「TVアニメ『魔導具師ダリヤはうつむかない』EDテーマ「Glitter」発売記念ミニライブ＆特典会@AKIHABARAゲーマーズ本店」レポート』（2024年7月24日）
- 『れポたま！　ファンを「音楽の旅」に誘う、新たなナンバーが完成！ 3rdシングル「Glitter」をリリースする堀内まり菜 インタビュー』（2024年8月1日）
- 『蜜柑通信　堀内まり菜がTIFのステージに「ほんとに嬉しくて」！さくら学院楽曲「夢に向かって」も披露』（2024年8月2日）
- 『GirlsNews　【TIF2024】堀内まり菜、さくら学院から10年ぶりにTIFに出演』（2024年8月5日）
- 『GirlsNews　【TIF2024】堀内まり菜、さくら学院の“思い出の場所”でデビュー曲を熱唱　エモーショナルなステージに』（2024年8月6日）
- 『SPICE　「新たな化学反応を楽しみたい」堀内まり菜×西葉瑞希×山内瑞葵×里菜インタビュー　『スクールアイドルミュージカル』（2025年1月17日）

### イベント
- 「マボロシ☆ラ部『Merry Go World』発売記念イベント＠タワーレコード新宿店」（2014年11月22日）※生写真お渡し会
- 「マボロシ☆ラ部『Merry Go World』発売記念イベント＠アキバソフマップ」（2014年11月23日）※ミニライブ、トークイベント（2部制）
- 「マボロシ☆ラ部『Merry Go World』発売記念イベント＠ららぽーと横浜・屋外イベントエリア」（2014年11月24日）※フリーライブイベント（2部制）
- 「STOLABO TOKYOゴロ寝系トーク番組 スピカの夜 最終回イベント＠STAR RISE TOWER Studio Earth」（2017年9月9日）※ゲスト出演（1回目・12時回のみ）
- 「ボイたまプロジェクト朗読劇vol.1 『white Swan』＠恵比寿天窓.switch」（2019年3月27日）
- 「ミキハウスランド2019　きん☆モニステージ＠さいたまスーパーアリーナ」（2019年6月1日）　※11時45分、15時15分、2回出演
- 「ボイたまプロジェクト朗読劇vol.2 『white Swan + 』＠アミューズカフェシアター」（2019年11月2日〜3日）※3公演出演
- 「デビューアルバム発売記念 無料配信ミニライブ＆チェキサイン会」（2021年3月14日）※オンライン開催
- 「デビューアルバム発売記念 無料配信アコースティックライブ」（2021年4月3日）※オンライン開催
- 「デビューアルバム発売記念 オンライントークイベント」（2021年4月4日）※オンライン開催
- 「デビューアルバム発売記念 個別おしゃべり会」（2021年4月4日）※オンライン開催
- 「オンライントークイベント みんなでナノハナを咲かせようの会」（2021年4月18日）※オンライン開催
- 「【Online Live】堀内まり菜 Presents Awesome Station ～芸術の秋、開幕なんだ菜～」（2021年9月2日）※無観客配信イベント
- 「【Online Live】堀内まり菜 Presents Awesome Station ～紅葉のメロディ、お届けなんだ菜～」（2021年11月5日）※無観客配信イベント第二弾
- 「ソフボ祭Vol.6〜和道ノ阿修羅〜＠SHIBUYA TAKE OFF 7」（2021年12月16日）
- 「日曜日はオフレコでお願いします！第14回＠セブンパーク天美3F AMAMI PLUS」（2022年2月27日）※有料配信有りトークイベント
- 「 TVアニメ「ヒーラー・ガール」朗読イベント「Healing Theater」＠サイエンスホール」（2022年3月6日）
- 「Apollo Bay Presents Reading Live「シスターズ4〜この世界は平和かもしれない〜」＠R´sアートコート（労音大久保会館）」（2022年3月12日〜13日）
- 「Girls Reading Aloud in Yokohama　-童話シリーズ vol.5-＠横浜ランドマークホール」（2022年3月20日）
- 「TVアニメ「ヒーラー・ガール」OP/EDテーマシングル発売記念オンラインおしゃべりイベント」（2022年7月3日）※オンライン開催
- 「TVアニメ『はたらく魔王さま!!』エンディングテーマ「水鏡の世界」発売記念　ミニライブ＆特典会」（2022年7月24日）※有観客リリイベ
- 「TVアニメ『はたらく魔王さま!!』エンディングテーマ「水鏡の世界」発売記念　オンラインミニライブ＆サイン会」（2022年7月26日）※オンライン開催
- 「演劇ユニット　メイホリック　朗読劇『叶え屋「ソルシレーヴ」〜メリーバッドエンド〜』再演　スペシャルイベント」（2022年8月22日＠SHIBUYA TAKE OFF 7）
- 「TVアニメ『はたらく魔王さま!!』エンディングテーマ「水鏡の世界」発売記念　1対1オンラインおしゃべり会」（2022年9月3日）※オンライン開催
- 「角元明日香のせまいところで忘年会2022」（2022年12月18日）※ゲスト出演
- 「LAPIN ET HALOT-うさぎの隠れ家-GIRLS TALK公演 堀内まり菜&田口華」（2023年2月26日）※トークイベント（2部制）
- 「堀内まり菜 25years Birthday event -Fantasy&Rockっす!!-」（2023年4月30日）※バースデーイベント（2部制）
- 「TVアニメ『アリス・ギア・アイギス Expansion』エンディングテーマ「Just a little bit」発売記念インターネットサイン会」（2023年5月28日）※オンライン開催
- 「TVアニメ『アリス・ギア・アイギス Expansion』エンディングテーマ「Just a little bit」発売記念ミニライブ＆ジャケットサイン会＠AKIHABARAゲーマーズ本店」（2023年6月9日）
- 「麗和落語～二〇二三夏の陣～東京公演」（2023年7月13日〜17日）※出演は7月14日、15日
- 「鈴木愛奈×堀内まり菜TVアニメ『アリス・ギア・アイギス Expansion』OPテーマ/EDテーマ発売記念ミニライブ＆特典お渡し会＠AKIHABARAゲーマーズ本店」（2023年7月16日）※抽選
- 「舞台「宇宙よりも遠い場所」DVD発売記念ミニイベント＠都内イベント会場」（2023年12月14日）※抽選
- 「STAR TV「西葉瑞希の、ほどよく笑ってみませんか？」＠WALLOP 3F STUDIO」（2024年1月27日）
- 「飯田らうら 26th BIRTHDAY EVENT＠MUSEモード音楽学院本館」（2024年4月13日）
- 「TVアニメ『アリス・ギア・アイギス Expansion』成子坂製作所(仮) 定時株主総会＠有楽町よみうりホール」（2024年4月14日）
- 「さいば会presents『西葉瑞希 25th バースデーイベント』＠渋谷LOFT 9」（2024年4月27日）
- 「TVアニメ『魔導具師ダリヤはうつむかない』エンディングテーマ「Glitter」発売記念　インターネットサイン会」（2024年5月18日）
- 「TVアニメ『魔導具師ダリヤはうつむかない』エンディングテーマ「Glitter」発売記念　ミニライブ＆特典会＠タワーレコード新宿店」（2024年5月25日）
- 「ちゃやまち推しフェスティバル2024「推し作品を見つけよう！バンダイナムコフィルムワークスステージ！」＠梅田芸術劇場メインホール」（2024年6月8日）
- 「熊田茜音・佐々木李子・堀内まり菜 Lantis presents 定例イベント「アニメノウタ」＠AKIHABARAゲーマーズ本店」（2024年6月13日）
- 「堀内まり菜＆熊田茜音　合同リリースイベント＠タワーレコード錦糸町パルコ店」（2024年6月22日）
- 「TVアニメ『魔導具師ダリヤはうつむかない』EDテーマ「Glitter」発売記念　ミニライブ＆特典会＠ヴィレッジヴァンガード横浜ビブレ店」（2024年6月30日）
- 「TVアニメ『魔導具師ダリヤはうつむかない』EDテーマ「Glitter」発売記念　ミニライブ＆特典会＠タワーレコード川崎店」（2024年7月6日）
- 「TVアニメ『魔導具師ダリヤはうつむかない』EDテーマ「Glitter」発売記念　ミニライブ＆特典会＠AKIHABARAゲーマーズ本店」（2024年7月17日）
- 「TVアニメ『魔導具師ダリヤはうつむかない』EDテーマ「Glitter」発売記念　ミニライブ＆特典会＠タワーレコード渋谷店」（2024年7月31日）
- 「TVアニメ『魔導具師ダリヤはうつむかない』EDテーマ「Glitter」発売記念　１対１オンライントーク会」（2024年8月4日）
- 「TVアニメ『魔導具師ダリヤはうつむかない』EDテーマ「Glitter」発売記念　インターネットサイン会」（2024年8月4日）
- 「TVアニメ『魔導具師ダリヤはうつむかない』EDテーマ「Glitter」発売記念　ミニライブ＆特典会＠AKIHABARAゲーマーズ本店」（2024年8月8日）
- 「人形町エンタ祭り2024夏！朗読劇＆トークショー」＠中央区日本橋社会教育会館ホール」（2024年8月15日）
- 「Dream声優オーディション2024アリオ鳳 開催記念 スペシャルトーク＆ライブショー＠アリオ鳳」（2024年8月25日）
- 「スクールアイドルミュージカル「椿滝桜女学院高等学校スクールアイドル部 後夜祭アルバム！」発売記念フリーイベント＠池袋・サンシャインシティ 噴水広場」（2024年8月29日）
- 「小山璃奈１stファンミーティング～BIRTHDAY EVENT 22～＠ストロボカフェ原宿」（2025年3月8日）※ゲスト出演
- 「堀内まり菜 オフィシャルファンクラブ会員限定オンラインイベント ほりまりとおしゃべり！」（2025年4月29日）
- 「里菜と池田のイケティるTV＠WALLOP3F STUDIO」（2025年5月20日）※ゲスト出演
- 「月を跨ぐvol.15＠千歳船橋APOCシアター」（2025年6月21日）

### その他
- メディアミックスプロジェクト「ライブレボルト 」（2018年 - 、時音ひなた）
- 音楽バトルプロジェクト「IDOL舞SHOW」（2019年 - 、明瀬亜美）
- メディアミックスプロジェクト「StarryMonogatari」（2024年 - 、小泉樹夕）

## 書籍

### 雑誌
- 『Pure2』
- 『BIG ONE』（近代映画社）
- 『BIG ONE GIRLS』（2014年11月27日発売、近代映画社）
- 『ネクストブレイク アイドルNo.1　2011』（扶桑社）
- 『ぷっちぐみ』
- 『ちゃお』（小学館）
- 『ポ☆プリ』（麻布台出版社）
- 『De☆View』2012年12月号 (2012年11月1日発売、 オリコン・エンタテインメント)
- 『グラビアザテレビジョン vol.31・vol.43』（2013年12月17日・2015年12月28日発売）
- 『モーニング』（2014年3月27日・5月8日・11月13日・11月20日発売）
- 『アニカン FREE vol.141 』（2014年11月14日発売）
- 『BIG ONE GIRLS 2021年3月号　NO.061』（2021年1月29日発売、近代映画社）
- 『声優アニメディア 2022年 05月号』（2022年4月8日発売、学研プラス）
- 『声優アニメディア 2022年 08月号』（2022年7月8日発売、イード）
- 『B.L.T. 2022年9月号』（2022年7月23日発売、東京ニュース通信社）
- 『Megami Magazine 2022年9月号』（2022年7月29日発売、イード）
- 『BIG ONE GIRLS 2023年1月号』（2022年11月30日発売、近代映画社）
- 『アニメディア 2023年 06月号』（2023年5月10日発売）
- 『B.L.T. 2023年7月号』（2023年5月26日発売、東京ニュース通信社）
- 『声優アニメディア 2023年 7月号』（2023年6月9日発売、イード）

### ムック本
- 『UTB』 （2010年6月23日、ワニブックス）
- 『B.L.T. U-17 Vol.20』（2011年11月5日、東京ニュース通信社）
- 『UTB Vol.207』 2012年4月号（2012年2月23日、ワニブックス）
- 『OVERTURE NO.005』（2015年12月19日、徳間書店）
- 『リスアニ！ Vol.35』（2018年11月9日発売、エムオン・エンタテインメント）
- 『アニパス Ani-PASS#11』（2021年2月3日発売、シンコー・ミュージックMOOK）
- 『リスアニ！ Vol.43』（2021年2月9日発売、エムオン・エンタテインメント）
- 『B.L.T. VOICE GIRLS Vol.45』（2021年3月3日発売、東京ニュース通信社）

### デジタル写真集
- 『声優トモ写！堀内まり菜フォトブック「ガチ恋。」』（2022年3月15日、週プレプラス！）